# Salwiusz Huix Miralpeix
Salwiusz Huix Miralpeix (ur. 22 grudnia 1877 w Santa Margarita de Vellors w Hiszpanii, zm. 5 sierpnia 1936 w Lérida) – hiszpański filipin (CO lub COr), administrator apostolski Ibizy, biskup Lleidy, męczennik chrześcijański i błogosławiony Kościoła katolickiego.
Salwiusz pochodził z chrześcijańskiej rodziny. Mając 26 lat w 1903 roku został wyświęcony na kapłana, a w 1907 roku wstąpił do Oratorian (filipini). W wieku 50 lat w 1928 roku został mianowany administratorem apostolskim Ibizy oraz biskupem tytularnym selymbryjskim. W 1935 został mianowany biskupem Lleidy. W okresie wojny domowej został aresztowany, a następnie wraz z więźniami przewiezionny na cmentarz, gdzie został stracony przez rozstrzelanie.
Jego beatyfikacja odbyła się 13 października 2013 roku. Tego dnia, prefekt Kongregacji Spraw Kanonizacyjnych, kardynał Angelo Amato, w imieniu papieża Franciszka, ogłosił Salwiusza Huix Miralpeixa błogosławionym, wraz z 521 ofiarami wojny domowej w Hiszpanii z lat 1936-39.